# جماعة بريستول للانتهاك الجنسي للأطفال
هي جماعة مكونة من 13 رجلًا صوماليًا ارتكبوا جرائم جنسية نحو مراهقات قصر في بريستول في جنوب غرب إنجلترا. في نوفمبر 2014، تمت إدانتهم بجرائم مثل الاغتصاب والدفع للأطفال لممارسة الجنس والتسبب في الدعارة بالأطفال والممارسات الجنسية مع الأطفال والإتجار بالجنس.